# Tầng đẩy tăng cường nhiên liệu rắn

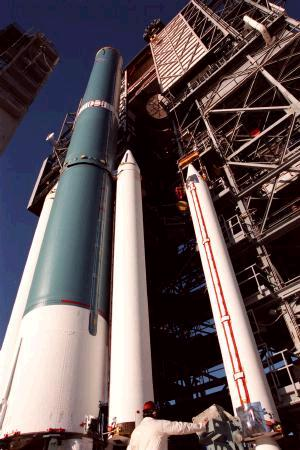
Một ảnh chụp của NASA cho thấy 2 tầng đẩy tăng cường nhiên liệu rắn (màu trắng) gắn ở hai bên thân tên lửa Delta II.

Tầng đẩy tăng cường nhiên liệu rắn (tiếng Anh: solid rocket booster (SRB)) là một loại tầng đẩy trang bị động cơ nhiên liệu rắn cỡ lớn được sử dụng để tăng cường lực đẩy cho tên lửa đẩy trong giai đoạn ban đầu khi được phóng lên. Phần lớn các phương tiện phóng tàu vũ trụ, bao gồm Ariane 5, Atlas V, và tàu con thoi, đều sử dụng động cơ đẩy tăng cường này để tên lửa đẩy có đủ lực đẩy bay lên quỹ đạo. Tàu con thoi sử dụng 2 động cơ đẩy tăng cường nhiên liệu rắn, là 2 động cơ đẩy nhiên liệu rắn lớn nhất từng được chế tạo, và chúng cũng có khả năng thu hồi và sử dụng lại. Khối lượng nhiên liệu rắn sử dụng cho mỗi động cơ đẩy tăng cường này vào khoảng 500.000 kg.

## Ưu điểm
So với tên lửa sử dụng nhiên liệu lỏng, động cơ đẩy nhiên liệu rắn có thiết kế đơn giản hơn và có khả năng tạo ra lực đẩy lớn hơn. Chúng có khả năng tạo ra lực đẩy lớn hơn mà không cần phải làm lạnh nhiên liệu như tên lửa nhiên liệu lỏng và các yêu cầu khắt khe khác. Việc bổ sung tầng đẩy tăng cường nhiên liệu rắn có khả năng tách khỏi thân tên lửa chính giúp làm giảm lượng nhiên liệu lỏng mà tên lửa chính phải mang theo, và làm giảm khối lượng phóng của tên lửa. Tầng đẩy tăng cường nhiên liệu rắn ít tốn kém hơn trong thiết kế, thử nghiệm, và chế tạo so với tầng đẩy tăng cường nhiên liệu lỏng tương đương. Việc có thể tận dụng lại các thành phần tầng đẩy tăng cường trong nhiều lần phóng tên lửa cũng khiến cho giá thành của chúng giảm đi.
Một ví dụ cho việc bổ sung tầng đẩy tăng cường nhiên liệu rắn khiến cải thiện hiệu suất tên lửa đẩy là ở tên lửa đẩy Ariane 4. Tên lửa đẩy Ariane 4 model 40 không có thiết kế tầng đẩy tăng cường nhiên liệu rắn, có khả năng mang tải trọng nặng 2.175 kg lên quỹ đạo địa tĩnh. Model 44P được bổ sụng 4 động cơ đẩy nhiên liệu rắn tăng cường, có khả năng mang tải trọng 3.465 kg lên quỹ đạo tương tự.

## Nhược điểm
Động cơ đẩy nhiên liệu rắn không thể kiểm soát và điều khiển, chúng sẽ đốt cháy đến hết lượng nhiên liệu sau khi động cơ được kích hoạt, không như động cơ sử dụng nhiệu lỏng và hệ thống đẩy khí lạnh (cold-gas propulsion system). Tuy nhiên, việc ngắt hoạt động của động cơ và kích hoạt tự hủy tên lửa có thể được thực hiện bằng việc ngưng dòng cấp nhiên liệu cho động cơ bằng lượng nổ lõm. Tính đến  năm 1986, tầng đẩy tăng cường nhiên liệu rắn SRB có tỉ lệ gặp lỗi là từ 1 trên 1.000 đến 100.000 lần phóng tên lửa. Việc SRB gặp sự cố thường dẫn đến những thảm họa thảm khốc. Gioăng cao su bị hỏng ở tầng đẩy tăng cường nhiên liệu rắn bên phải của tàu con thoi Challenger đã dẫn đến thảm họa tàu con thoi Challenger ngay sau khi nó cất cánh.
Động cơ nhiên liệu rắn có thể gây ra những tai nạn khi được xử lý trên mặt đất, khi tầng đẩy tăng cường chứa đầy nhiên liệu có khả năng bị kích hoạt do tai nạn. Đây chính là nguyên nhân gây ra vụ nổ tên lửa của Brazil diễn ra vào tháng 8 năm 2003, giết chết 21 kỹ thuật viên.